# Entrée libre
 (novembre 2015).
Si vous disposez d'ouvrages ou d'articles de référence ou si vous connaissez des sites web de qualité traitant du thème abordé ici, merci de compléter l'article en donnant les références utiles à sa vérifiabilité et en les liant à la section « Notes et références ».
Entrée libre est une émission de télévision diffusée sur France 5 de septembre 2011 à juin 2019. Elle consistait en une émission de vingt minutes quotidienne dédiées à l’actualité de la culture. Elle est remplacée par Passage des arts en septembre 2019.

## Séquences
- À la une : résumé des événements culturels ayant eu lieu durant les 24 heures passées, préparée par Nicolas Martin. À partir de 2014, Stéphanie Cabre sera chargée de réaliser la rubrique.
- Vous étiez où ? : ou "nécessaire minute trente", reportage d'1 minute 30 sur un événement culturel vu par le public.

## Identité visuelle
À partir des saisons 1 à 4, de septembre 2011 à juin 2015, le logo est créé par l'agence SlooDesign, puis de septembre 2015 à juin 2017, à partir des saisons 5 et 6, le logo est créé par l'agence Zéro-Six.
À partir des saisons 7 à 8, de septembre 2017 à juin 2019, l'habillage et le logo sont créés par les agences SlooDesign et Barjabulle, jusqu’au 28 juin 2019.